# Шаумбург (район)
Шаумбург (нім. Schaumburg) — район у Німеччині, у складі федеральної землі Нижня Саксонія. Адміністративний центр — місто Штадтгаген.

## Населення
Населення району становить 158 108 осіб (станом на 31 грудня 2021).

## Адміністративний поділ
Район складається з чотирьох самостійних міст і однієї самостійної громади, а також 3 міст і 30 громад (нім. Mitgliedsgemeinden), об'єднаних в 7 об'єднань громад (нім. Samtgemeinden).
Дані про населення наведені станом на 31 грудня 2021.
Самостійні міста/громади:
1. Ауеталь (6345)
2. Бюккебург (місто) (19336)
3. Обернкірхен (місто) (9288)
4. Рінтельн (місто) (25380)
5. Штадтгаген (місто) (22210)
Об'єднання громад:

Зірочками (*) позначені центри об'єднань громад.
| - 1. Айльзен (6829) 1. Анзен (987) 2. Бад-Айльзен * (2569) 3. Бухгольц (742) 4. Гесен (1419) 5. Луден (1112) - 2. Ліндгорст (7772) 1. Беккедорф (1454) 2. Гоєрсен (901) 3. Ліндгорст * (4378) 4. Людерсфельд (1039) - 3. Ненндорф (17479) 1. Бад-Ненндорф (місто) * (11189) 2. Гасте (2721) 3. Гонгорст (2078) 4. Зутфельд (1491) | - 4. Нідернверен (7923) 1. Лауенгаген (1305) 2. Мербек (1911) 3. Нідернверен * (2016) 4. Нордзель (694) 5. Польгаген (1066) 6. Відензаль (931) - 5. Нінштедт (10181) 1. Гельпзен * (1964) 2. Геспе (2062) 3. Нінштедт (4472) 4. Зеггебрух (1683) | - 6. Роденберг (15932) 1. Апелерн (2422) 2. Гюльзеде (1046) 3. Лауенау (4357) 4. Мессенкамп (727) 5. Поле (878) 6. Роденберг (місто) * (6502) - 7. Заксенгаген (9433) 1. Аугаген (1259) 2. Гагенбург (4570) 3. Заксенгаген (місто) * (1983) 4. Вельпінггаузен (1621) |